# Campionati mondiali juniores di slittino 2014
I Campionati mondiali juniores di slittino 2014 si sono disputati ad Igls, in Austria, il 31 gennaio ed il 1º febbraio 2014. È la quinta volta che il tracciato olimpico situato nei pressi del capoluogo tirolese ospita la rassegna iridata di categoria. Le precedenti si svolsero nel 1994, nel 1999, nel 2002 e nel 2010.

## Podi[1]
| Evento         | Oro                                                           | Tempo                           | Argento                                                                               | Tempo                           | Bronzo                                                                        | Tempo                           |
| Singolo Uomini | Toni Gräfe                                                    | 1:41.473                        | Christian Paffe                                                                       | 1:41.496                        | Aleksandr Stepičev                                                            | 1:41.637                        |
| Singolo Donne  | Andrea Vötter                                                 | 1:21.180                        | Sandra Robatscher                                                                     | 1:21.235                        | Julia Taubitz                                                                 | 1:21.312                        |
| Doppio         | Thomas Steu Lorenz Koller                                     | 1:21.328                        | Florian Gruber Simon Kainzwaldner                                                     | 1:21.557                        | Florian Löffler Manuel Stiebing                                               | 1:21.638                        |
| Gara a squadre | Austria Nina Prock David Gleirscher Thomas Steu Lorenz Koller | 2:14.133 43.457 45.093 45.583 . | Stati Uniti Summer Britcher Tucker West Justin Garret Grewson Tristan Joshua Jeskanen | 2:14.162 42.977 45.131 46.054 . | Russia Lilija Burmistrova Aleksandr Stepičev Evgenij Evdokimov Aleksej Grošev | 2:15.012 43.142 45.557 46.313 . |

## Singolo uomini
La gara si è svolta il 31 gennaio 2014, con inizio alle 9:45 (UTC+1).
Indicati soltanto i primi dieci atleti classificati.
| Pos.    | Atleta                | Nazione     | Run 1  | Run 2  | Totale   | Distacco |
| ------- | --------------------- | ----------- | ------ | ------ | -------- | -------- |
| Oro     | Toni Gräfe            | Germania    | 50"590 | 50"883 | 1'41"473 |          |
| Argento | Christian Paffe       | Germania    | 50"543 | 50"953 | 1'41"496 | +0"023   |
| Bronzo  | Aleksandr Stepičev    | Russia      | 50"670 | 50"967 | 1'41"637 | +0"164   |
| 4       | David Gleirscher      | Austria     | 50"760 | 50"918 | 1'41"678 | +0"205   |
| 5       | Riks Kristens Rozītis | Lettonia    | 50"726 | 50"968 | 1'41"694 | +0"221   |
| 6       | Theo Gruber           | Italia      | 50"940 | 51"098 | 1'42"038 | +0"565   |
| 7       | Sebastian Bley        | Germania    | 50"931 | 51"126 | 1'42"057 | +0"584   |
| 8       | Nico Gleirscher       | Austria     | 50"914 | 51"199 | 1'42"113 | +0"640   |
| 9       | Tucker West           | Stati Uniti | 50"993 | 51"189 | 1'42"182 | +0"709   |
| 10      | Roman Repilov         | Russia      | 51"087 | 51"169 | 1'42"256 | +0"783   |

## Singolo donne
La gara si è svolta il 31 gennaio 2014, con inizio alle 12:50 (UTC+1).
Indicate soltanto le prime dieci atlete classificate.
| Pos.    | Atleta                  | Nazione     | Run 1  | Run 2  | Totale   | Distacco |
| ------- | ----------------------- | ----------- | ------ | ------ | -------- | -------- |
| Oro     | Andrea Vötter           | Italia      | 40"513 | 40"667 | 1'21"180 |          |
| Argento | Sandra Robatscher       | Italia      | 40"594 | 40"641 | 1'21"235 | +0"055   |
| Bronzo  | Julia Taubitz           | Germania    | 40"547 | 40"765 | 1'21"312 | +0"132   |
| 4       | Miriam Kastlunger       | Austria     | 40"574 | 40"779 | 1'21"353 | +0"173   |
| 5       | Summer Britcher         | Stati Uniti | 40"703 | 40"725 | 1'21"428 | +0"248   |
| 6       | Lilija Burmistrova      | Russia      | 40"657 | 40"797 | 1'21"454 | +0"274   |
| 7       | Jessica Tiebel          | Germania    | 40"723 | 40"762 | 1'21"485 | +0"305   |
| 8       | Caroline von Schleinitz | Germania    | 40"636 | 40"877 | 1'21"513 | +0"333   |
| 9       | Ekaterina Katnikova     | Russia      | 40"667 | 40"875 | 1'21"542 | +0"362   |
| 10      | Viktorija Demčenko      | Russia      | 40"762 | 40"860 | 1'21"622 | +0"442   |

## Doppio
La gara si è svolta il 1º febbraio 2014, con inizio alle 10:00 (UTC+1).
Indicati soltanto i primi dieci doppi classificati.
| Pos.    | Atleti                                | Paese       | Run 1  | Run 2  | Totale   | Distacco |
| ------- | ------------------------------------- | ----------- | ------ | ------ | -------- | -------- |
| Oro     | Thomas Steu Lorenz Koller             | Austria     | 40.578 | 40.750 | 1:21.328 |          |
| Argento | Florian Gruber Simon Kainzwaldner     | Italia      | 40"612 | 40"945 | 1'21"557 | +0.229   |
| Bronzo  | Florian Löffler Manuel Stiebing       | Germania    | 40.790 | 40.848 | 1:21.638 | +0.310   |
| 4       | Nico Semmler Johannes Pfeiffer        | Germania    | 41.090 | 41.087 | 1:22.177 | +0.849   |
| 5       | David Trojer Philip Knoll             | Austria     | 41.283 | 41.201 | 1:22.484 | +1.156   |
| 6       | Kristens Putins Kārlis Krišs Matuzels | Lettonia    | 41.131 | 41.400 | 1:22.531 | +1.203   |
| 7       | Cosmin Atodiresei Ștefan Musei        | Romania     | 41.184 | 41.358 | 1:22.542 | +1.214   |
| 8       | Evgenij Evdokimov Aleksej Grošev      | Russia      | 41.292 | 41.341 | 1:22.633 | +1.305   |
| 9       | Stanislav Mal'cev Oleg Faschutdinov   | Russia      | 41.345 | 41.593 | 1:22.938 | +1.610   |
| 10      | Justin Krewson Tristan Jeskanen       | Stati Uniti | 41.498 | 41.470 | 1:22.968 | +1.640   |

## Staffetta mista
La gara si è svolta il 1º febbraio 2014, con inizio alle 12:00 (UTC+1).
| Pos.    | Paese       | Atleti                                                                        | Run 1  | Run 2  | Run 3  | Totale   | Distacco |
| ------- | ----------- | ----------------------------------------------------------------------------- | ------ | ------ | ------ | -------- | -------- |
| Oro     | Austria     | Nina Prock David Gleirscher Thomas Steu / Lorenz Koller                       | 43.457 | 45.093 | 45.583 | 2:14.133 |          |
| Argento | Stati Uniti | Summer Britcher Tucker West Justin Krewson / Tristan Jeskanen                 | 42"977 | 45.131 | 46.054 | 2:14.162 | +0.029   |
| Bronzo  | Russia      | Lilija Burmistrova Aleksandr Stepičev Evgenij Evdokimov / Aleksej Grošev      | 43.142 | 45.557 | 46.313 | 2:15.012 | +0.879   |
| 4       | Lettonia    | Ulla Zirne Riks Kristens Rozītis Kristens Putins / Kārlis Krišs Matuzels      | 43.688 | 45.492 | 46.013 | 2:15.193 | +1.060   |
| 5       | Germania    | Julia Taubitz Toni Gräfe Florian Löffler / Manuel Stiebing                    | 43.292 | 45.603 | 46.459 | 2:15.354 | +1.221   |
| 6       | Italia      | Jasmin Welscher Theo Gruber Florian Gruber / Simon Kainzwaldner               | 45.876 | 45.448 | 45.684 | 2:17.008 | +2.875   |
| 7       | Slovacchia  | Katarína Šimoňáková Ľubomír Kordek Jakub Šimoňák / Patrik Tomaško             | 43.701 | 47.618 | 45.937 | 2:17.256 | +3.123   |
| 8       | Romania     | Elena Postoaca Daniel Popa Cosmin Atodiresei / Ștefan Musei                   | 44.869 | 46.379 | 46.121 | 2:17.369 | +3.236   |
| 9       | Polonia     | Weronika Kościelniak Kacper Tarnawski Wojciech Chmielewski / Mateusz Żakowicz | 44.762 | 47.269 | 46.619 | 2:18.650 | +4.517   |
| 10      | Ucraina     | Olena Stec'kiv Anton Dukač Roman Radčenkov / Ihor Lehedza                     | 43.316 | 45.604 | 55.435 | 2:24.355 | +10.222  |

## Medagliere
| Posiz. | Nazione     | Oro | Argento | Bronzo | Totale |
| ------ | ----------- | --- | ------- | ------ | ------ |
| 1      | Austria     | 2   | 0       | 0      | 2      |
| 2      | Italia      | 1   | 2       | 0      | 3      |
| 3      | Germania    | 1   | 1       | 2      | 4      |
| 4      | Stati Uniti | 0   | 1       | 0      | 1      |
| 5      | Russia      | 0   | 0       | 2      | 2      |